# Павле Илић
Павле Илић — Вељко Крајинац (Брусник, код Неготина, 10. април 1910 — 16. јул 1964) био је учесник Народноослободилачке борбе и генерал-пуковник ЈНА.

## Биографија
Рођен је 10. априла 1910. године у селу Бруснику, код Неготина. Његови родитељи Станислав и Милеве Илић, имали су поред Павла још троје деце: Софију, Петра и Миливоја. Павле је гимназију учио у Неготину и Зајечару, а потом је студирао на Краљевској војној академији, коју је завршио 1932. године. Године 1940. завршио је у Београду и Вишу војну академију.
Априлски рат 1941. године затекао га је као инжињерског поручника. Успевши да побегне из заробљеничке колоније, домогао се Београда и ту се повезао са скојевским групама, које су га илегално пребациле из Београда на подручје Космајског партизанског одреда, августа 1941. године.
Најпре је био обичан борац, али је веома брзо дошло до изражаја његово војно умеће и искуство у организовању многобројних акција Београдског батаљона у коме је Вељко обављао дужност заменика команданта. Заједно са Београдским батаљоном, јануара 1942. године, ушао је у састав Прве пролетерске ударне бригаде. После Друге непријатељске офанзиве, Павле је пребачен у Другу пролетерску ударну бригаду и 1. маја 1942. године постављен за начелника Штаба бригаде. Дан касније, 2. маја, примљен је у чланство Комунистичке партије Југославије (КПЈ).
Током пролећа 1942. године учествовао је у чишћењу источне Босне од четника и борбама за одбрану Фоче, у којој је био смештен Врховни штаб. Маја 1942. године „Вељко Крајинац“, као су га тада звали, примио је дужност помоћника начелника Врховног штаба и у наредних 17 месеци учествовао у решавању најсложенијих питања: снабдевања јединица, координирања дејстава хрватских и крајишких јединица, формирања нових јединица, организације рушење пруге Сарајево–Мостар и др. Заједно са Кочом Поповићем командовао је на Граховском сектору и учествовао у ослобађању Баније.
Испред Врховног штаба, присуствовао је, са Мошом Пијаде, 24. септембра 1942. године Првом конгресу партизанских лекара, у Босанском Петровцу. После боравка у Книну и успешно изведених акција на поправкама пруге како би се рањеници евакуисали, Вељко је прешао на подручје Сутјеске. Маја 1943. године Вељко је, заједно са још шест другова, унапређен у чин пуковника, а 1. новембра 1943. унапређен је у чин генерал-мајора. У време капитулације Италије, када је било очекивано искрцавање Савезника на Јадранску обалу, октобра 1943. године, Павле је постављен за команданта Осмог далматинског корпуса НОВЈ. Сви контакти које су Савезници одржавали са генерал-мајором Павлом Илићем, у почетку су одржавани у Ливну, а затим на једном острву.
Као представник источне Србије, учествовао на Другом заседању АВНОЈ-а у Јајцу, 29. новембра 1943. године. Уочи заседања АВНОЈ-а Павле је имао неколико сусрета са Врховним командантом НОВ и ПОЈ Јосипом Брозом Титом. После упознавања са Павловим завичајем и надимком „Вељко“ речено му је да ће бити један од делегата на заседању.
Већ почетком 1944. године Павле Илић је одређен за представника Врховног штаба при Главном штабу НОВ и ПО Србије, ради помоћи у организовању и оперативном изграђивању новоформираних јединица на Косову, Санџаку, Топлици и Јабланици. Циљ је био да се створи слободна територија у сливу Мораве и Ибра и даље према Македонији. Павле је истовремено одржавао везе са руским представником, мајором Коваленком.
Средином јуна 1944. године, Павле Илић је острва Виса, где се тада налазио Врховни штаб, отишао авионом, са Светозаром Вукмановићем Темпом у Лесковац, где су се затим преко планине Радан пребацили у Македонију на планину Козјак где се налазио Главни штаб НОВ и ПО Македоније. У Македонији је после сређивања већих јединица радио на припреми коначног обрачуна са немачким и бугарским снагама у долини Вардара и ликвидацији балистичких група. Павле је интензивно радио на обнављању мостова и комуникација, организовао је неколико војних курсева и школа, пред слање бораца на Сремски фронт.
После 1. маја 1945. године, Павле Илић је као начелник Штаба Пете армије именован је за команданта инжењеријских јединица Југословенске армије. Своја богата ратна искуства преносио је на младе као начелник Школе тактике Више војне академије ЈНА. Последња војна дужност била му је Командант граничних јединица.
У својству већника учествовао је на Трећем заседању АВНОЈ-а 1945. године које је прерасло у Привремену народну скупштину ФНРЈ. У веће народа Уставотворне скупштине изабран је новембра 1945. године, а народни посланик је постао 31. јануара 1946. године са мандатом до 1950. године.
Павле Илић је током рата водио „Ратни дневник“, а многобројне ратне карте са уцртаним кретањима партизанских јединица и непријатељских формација, које је он направио, сачуване су у Војно–историјским установама. Дружећи се, током рата, са Владимиром Дедијером, Павле је често цитиран или описиван у његовим дневничким записима. Последњих година живота, Павле је започео да пише студију о Хајдук Вељку Петровићу, али је нажалост, рукопис остао недовршен.
Изненада је умро од инфаркта 16. јула 1964. године при обиласку граничних јединица. Сахрањен је 19. јула у Алеји народних хероја на Новом гробљу. У браку са супругом Натом, имао је кћер Татјану и синове Станислава и Владимира.
Носилац је Партизанске споменице 1941. и других југословенских одликовања, међу којима су — Орден ратне заставе, Орден партизанске звезде са златним венцем и др.